# Orme rouge
Ulmus rubra
Espèce
Répartition géographique
Classification phylogénétique
L'Orme rouge (Ulmus rubra) est une espèce de plantes à fleurs de la famille des Ulmaceae. C'est un grand arbre caducifolié Il possède de grandes feuilles simples, une écorce brunâtre écailleuse et a pour fruits des samares. Il est originaire de la partie orientale de l'Amérique du Nord.

## Description
L'Orme rouge est un arbre qui peut atteindre 25 m de haut. L'écorce brunâtre est superficiellement cannelée et elle a des crêtes écailleuses. Les feuilles ovales, alternes et simples, mesurent de 15 à 20 cm de long. Les petite fleurs printanières, individuelles et sans pétale sont groupées en ombelle sur un court pédoncule. Le fruit est une petite samare mince et presque ronde qui mesure de 10 à 15 mm de long,.

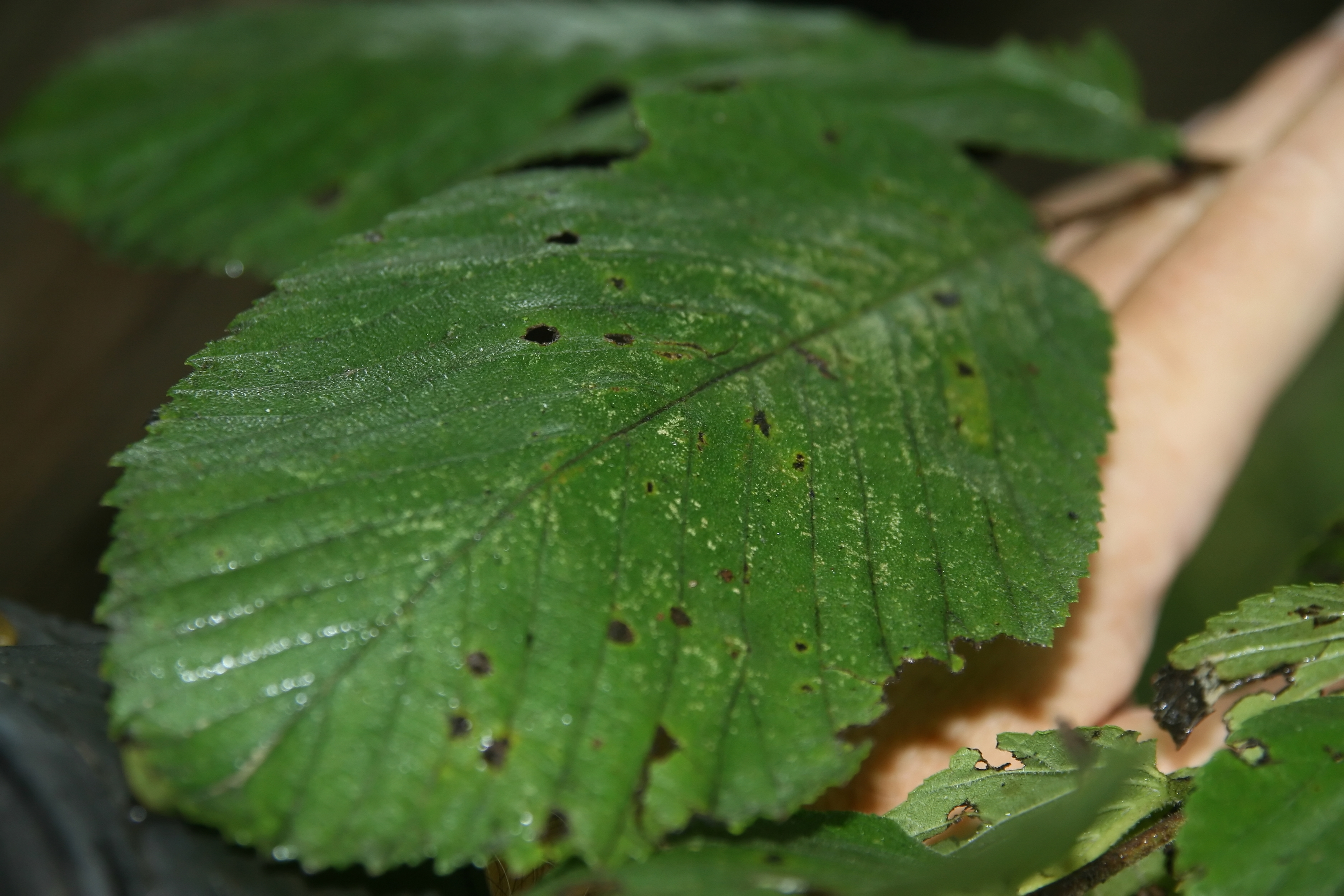
Feuillage.
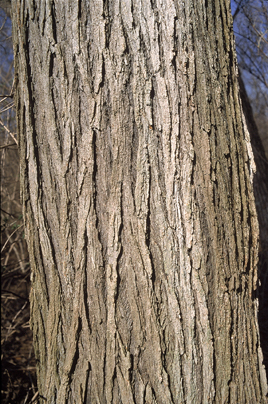
Écorce.
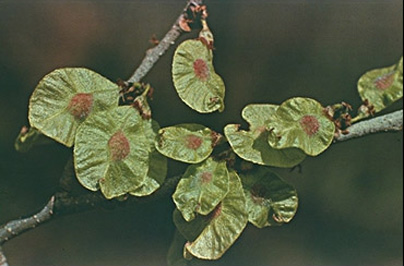
Samare.

## Habitat et distribution
L'Orme rouge affectionne les sols riches et ensoleillés en bordure des cours d'eau et parfois sur des crêtes rocheuses. L'Orme rouge se rencontre au Sud-Ouest du fleuve Saint-Laurent (Montérégie) et sur la Rive-Nord jusqu’à Québec.

## Utilisation

### Horticole
L'Orme rouge est utilisé comme arbre ornemental et comme bonsaï,.

### Médicinaux
La poudre de l'Orme rouge peut être utilisé pour faire une infusion qui traite les troubles digestifs.

### Composition
Riche en mucilage, l'orme rouge convient aussi bien à un usage alimentaire que médical. Il adoucit les inflammations, internes ou externes.